# جائزة المجر الكبرى 1992
جائزة المجر الكبرى 1992 هو سباق فورمولا 1 أقيم بتاريخ 16 أغسطس 1992 في حلبة المجر، بودابست. كان الحادي عشر من أصل 16 في بطولة العالم لسباقات الفورمولا واحد موسم 1992. حلّ البرازيلي آيرتون سينا أولا بينما جاء البريطاني نايجل مانسيل في المركز الثاني وحصل على المركز الثالث النمساوي غيرهارد بيرغر.